# René, Sarthe

René este o comună în departamentul Sarthe, Franța. În 2009 avea o populație de 371 de locuitori.